# Delpssee
Der Delpssee ist ein Hochgebirgssee im Karwendel in Tirol. 
Der flache See liegt in einer Mulde zwischen dem Grat des Baumgartenjochs im Süden, des Stierjochs im Osten und des Schafreuters im Westen. Er wird vom Krottenbach in West-Nord-Richtung durchflossen. Er fließt über eine steile Geländekante auf bayrisches Gebiet in das Krottenbachtal.
Zugänge zum See sind entweder von Westen im Abstieg von der Tölzer Hütte oder im Aufstieg durch das Krottenbachtal als alpine Bergwanderung möglich. Der See besitzt neben dem fast kreisrunden Hauptsee ein zweites Seenauge.

## Galerie

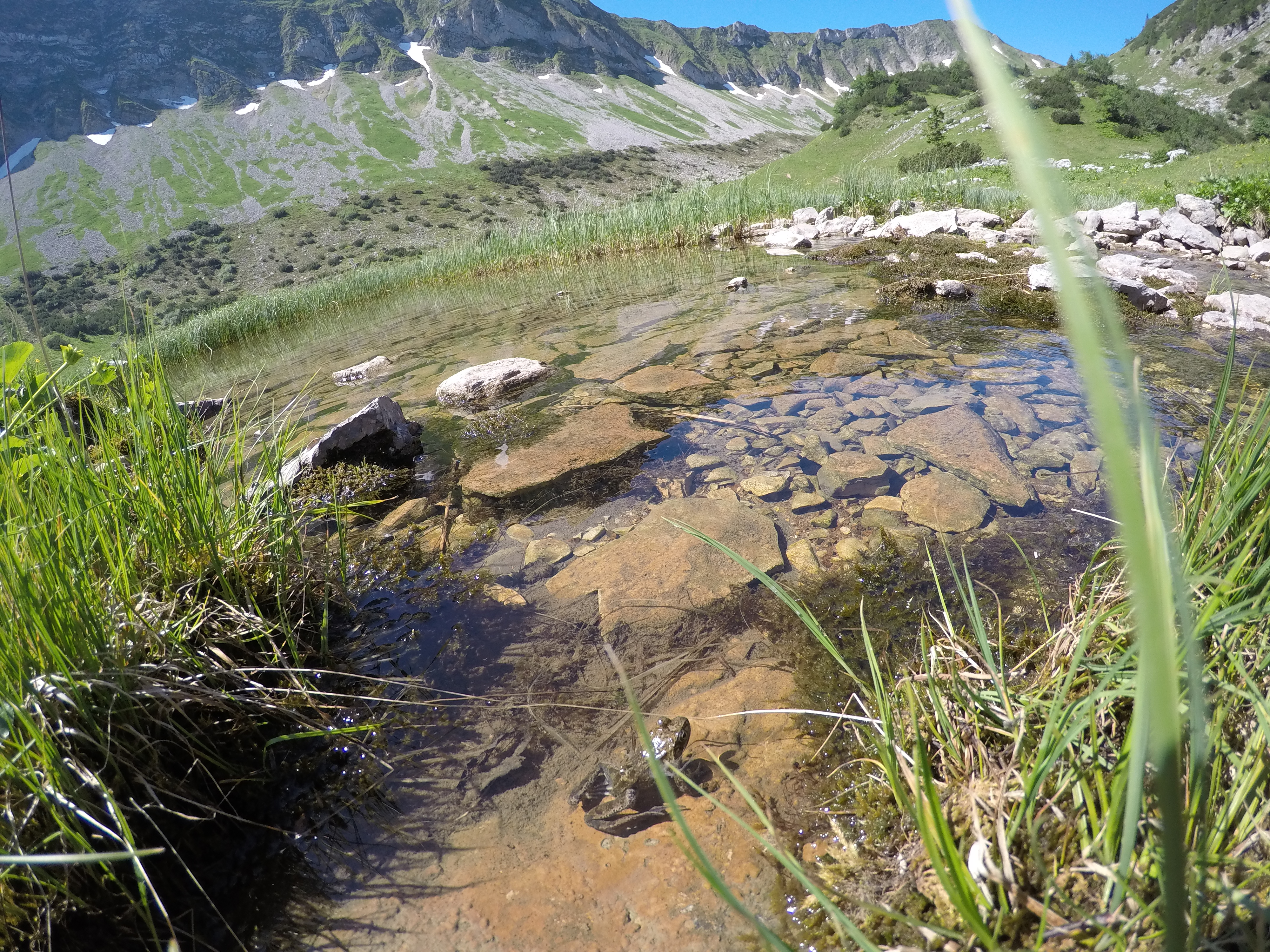
Großes Seeauge mit Baumgartenjoch